# NGC 2611
NGC 2611 è una galassia a spirale situata nella costellazione del Cancro, a una distanza di circa 264 milioni di anni luce dalla nostra Via Lattea.

## Scoperta
La galassia è stata scoperta il 29 marzo 1865 dall'astronomo tedesco Albert Marth.

## Descrizione
NGC 2611 presenta una larga riga a 21 cm dell'idrogeno neutro. Il database SIMBAD la classifica come radiogalassia.
NASA/IPAC classifica NGC 2611 come galassia a spirale barrata, ma la presenza della barra centrale non è rilevabile nelle immagini riprese dall'indagine SDSS.